# دانکن (اکلاهما)
دانکن(به انگلیسی: Duncan) شهری در ایالت اکلاهما کشور ایالات متحده آمریکا است که جمعیت آن در سرشماری سال ۲۰۱۰ میلادی، ۲۳٬۴۳۱ نفر بوده‌است.